# Claypole, Buenos Aires
Claypole är en ort i Argentina.   Den ligger i provinsen Buenos Aires, i den centrala delen av landet, 21 km söder om huvudstaden Buenos Aires. Claypole ligger 23 meter över havet och antalet invånare är 41 176.
Terrängen runt Claypole är mycket platt. Runt Claypole är det mycket tätbefolkat, med 1 956 invånare per kvadratkilometer.. Närmaste större samhälle är Banfield, 8,6 km nordväst om Claypole.
Runt Claypole är det i huvudsak tätbebyggt.